# Örfil
För andra betydelser, se Örfil (olika betydelser).
| Örfil |
| --- |
| John Wayne utdelar en örfil mot Robert Stack i Mellan himmel och hav (1954). - Betydelse – slag med öppen hand mot ansikte - Syfte – ge smärta - Användning – som bestraffning; vid dominans i rollspel (inom BDSM eller våldspornografi) eller som våldsam lek - Etymologi – örfigen (1621), efter lågtyska orvige ('öronfikon') |

Örfil är ett slag med öppen hand över någons ansikte. Våldshandlingen utförs i regel som en bestraffning, och är mer tänkt att vålla smärta än kroppsskada. Den är en sorts misshandel och har inom underhållningsfilm använts av kvinnor för att tillrättavisa burdusa män. 
På finlandssvenska används ordet även om kanelbulle. 

## Etymologi och ordformer
Ordet finns i svensk skrift sedan 1621. Det är en ombildning av ett äldre örfigen ('öronfikon'), hämtat från lågtyskans orvige med samma betydelse. Ursprunget till namnbildningen är alltså skämtsamt. Ordet örfil kan även användas bildligt, som en mental våldshandling eller bestraffning; se bland annat En örfil åt den offentliga smaken.
Vardagliga synonymer till örfil är hurril, hurring och orre. Dessutom används ibland lavett som en synonym för örfil.
På finlandssvenska är örfil en benämning på kanelbulle. Finskan har rakt översatt svenskans örfil till korvapuusti, och sedan börjat använda ordet även för kanelbullen eftersom den liknar ett öra. Därefter har finlandssvenskan översatt finskans namn på kanelbullen tillbaks till just örfil.

## Användning

### Bestraffning
En örfil utdelas när man vill tilldela någon ett kroppsstraff för någon sorts dålig behandling eller dåligt uppförande. Örfilen kan jämföras med kroppsagan, som antingen utförts som smisk på stjärten eller spöstraff, mot minderårig eller underlydande. Kroppsagan är numera förbjuden i bland annat Sverige. Örfilen är dock konkret riktad mot ansiktet på en annan person, som enligt den som slår agerat skamligt, skändligt eller på annat sätt klandervärt. Örfilen är en sorts misshandel och som sådan åtalbar, ifall det kan bevisas att den utdelats med uppsåt eller förorsakat skada.
Syftet med örfilen är i regel inte att ge fysisk skada utan bara markera bestraffningen, men örfilen ska i likhet med kroppsagan smärta för den som mottar örfilen.
Inom populär biofilm har örfilar traditionella använts av en kvinna som hennes – enligt manuset rättmätiga – replik på en mans opassande och sedeslösa beteende. Denna handling har bland annat utdelats av Vivien Leigh i rollen som "Scarlett O'Hara" i Borta med vinden (1939; Leslie Howard mottar örfilen), Faye Dunaway som "Joan Crawford" i Mommie Dearest (1981) och Cher som "Loretta Castorini" i Mångalen (1987). Priscilla Presley svingar mot Leslie Nielsen i Nakna pistolen (1988). Män som örfilar män finns i filmer som Fira med Ferris (1986) och Mellan himmel och hav (1954); i det sistnämnda fallet är det John Waynes rollfigur som utdelar en örfil mot Robert Stacks dito. I Titanic (1997) är det en man som örfilar en kvinna (Billy Zane mot Kate Winslet). Kvinnor som örfilar kvinnor finns bland annat i 1956 års Det motsatta könet (där June Allyson örfilar Joan Collins), 1962 års Vad hände med Baby Jane? (där Bette Davis slår till Joan Crawford) och Mommie Dearest (1981). I Natt på museet från 2006 blir Ben Stiller örfilad av kapucinaphonan "Crystal the Monkey", varvid en slagväxling följer. Inom animerad film förekommer örfilande i bland annat Lejonkungen (1994), Toy Story (1995) och Superhjältarna (2004).

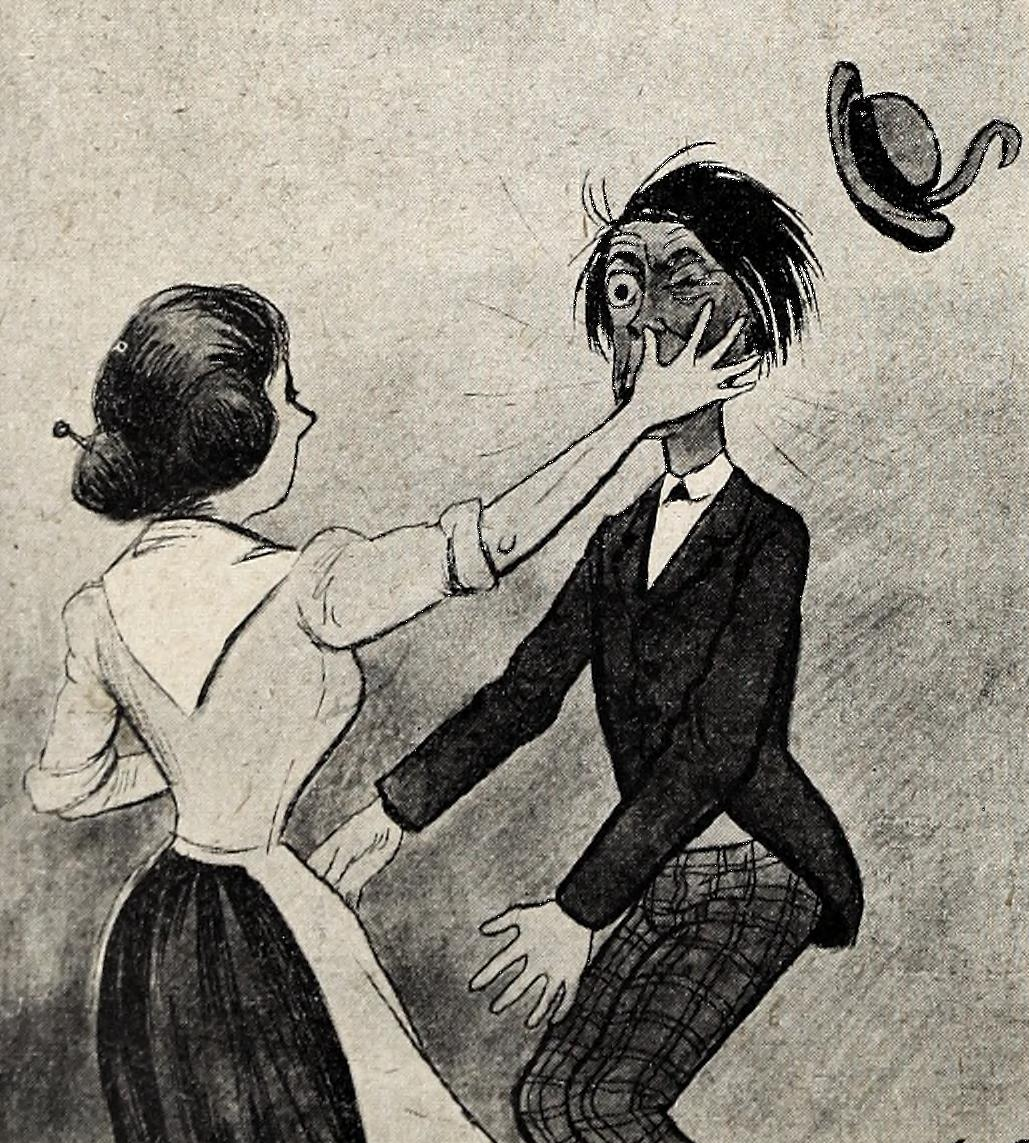
Kvinna örfilar man i spansk skämtteckning från 1898, av Joaquín Xaudaró.

Den relativt flitiga användningen av örfilande inom underhållningsfilmen har fått kritik för att visa upp en stereotyp av traditionella könsroller, där en alltför framfusig man regelmässigt behöver handgriplig tillrättavisning för att kunna respektera en kvinna. Som ses av sammanställningen ovan är örfilandet dock spritt mellan alla könsmässiga konstellationer, och i filmregin används örfilen ofta som ett karthartiskt redskap med spänningsförhöjande potential, ofta kopplat till pinsamma situationer med frustrerade människor.
Offentliga och uppmärksammade örfilanden har bland annat skett mot Emmanuel Macron och Chris Rock. Den franske presidenten örfilades 2016 av en man under ett offentligt möte i sydöstra Frankrike, samtidigt som personen utkastade okvädingsord. Komikern Chris Rock blev örfilad på scenen av Will Smith under 2022 års Oscarsgala, efter ett enligt Smith opassande skämt som berörde hans hustru Jada Pinkett Smith. Smiths örfilande ledde till ett krismöte för Oscarsjuryn. Örfilen mot Macron kan jämföras med "tårtningar" av politiker eller andra makthavare.

### Del av lek eller tävling
Utdelandet av en örfil kan även ske i lekfullt syfte. Bland annat kan den användas som del av ett sexuellt rollspel av BDSM-karaktär, där örfilen utdelas efter samtycke mellan de inblandade och där målet är att uppväcka lust och ge sexuell tillfredsställelse. Genom att syftet är att tillfoga smärta, är det i första hand att se som en sadists behandling av en masochist. Bilder och filmer med inslag av örfilande förekommer även i våldspornografi och en del andra pornografiska skildringar, som del av det sexuella rollspelet och utlevandet av maktfantasierna hos tittaren eller de inblandade. 

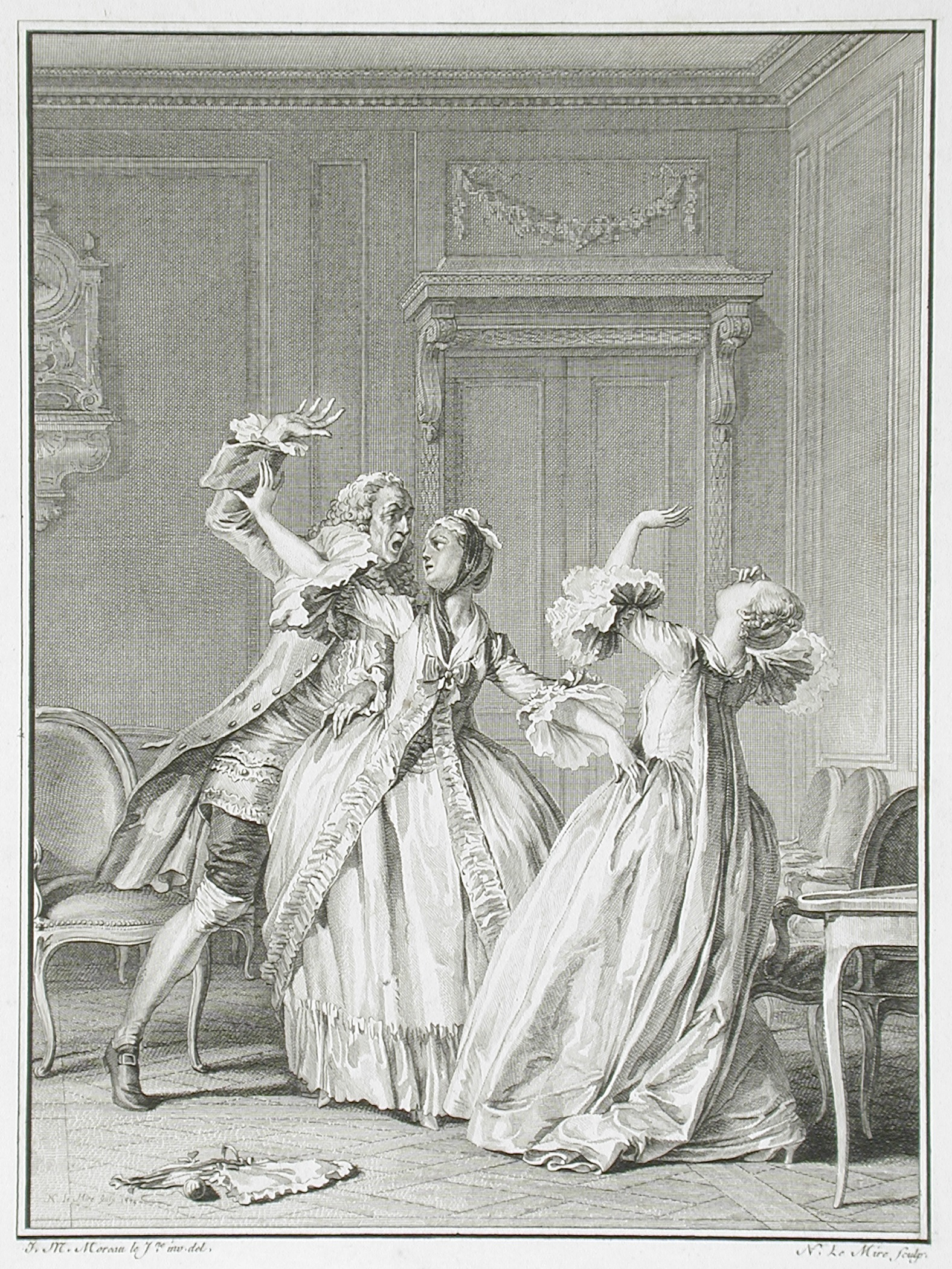
Örfilande på teckning av Noel Le Mire, i en utgåva från 1774 av Rousseaus Den nya Héloïse.

2014 publicerades den experimentella gruppövningen The Slap på Youtube, där ett 40-tal personer – mer eller mindre bekanta med varandra – uppmanades att örfila varandra för första gången. Många av deltagarna uppskattade intimiteten i det ömsesidiga och entusiastiskt samtyckta givandet och mottagandet av lätt våld, av några jämfört med ungdomliga lekslagsmål. Videon blev viral, lockade till ett antal reaktionsvideor och har fram till 2022 visats drygt 17 miljoner gånger. Tidigare samma år gjordes samma typ av socialt experiment med ett antal personer och den första kyssen; denna video har fram till 2022 visats cirka 150 miljoner gånger. The Slap iscensattes delvis som en parodi på videon med den första kyssen, men detta icke-aggressiva och samtyckta örfilande har också beskrivits som ett missriktat försök till kram.
Tävlingar med örfilande förekommer bland annat i Ryssland, som en variant av kampsport. Där utväxlas örfilar i matcher mellan kroppsbyggare, ända tills någon av kombattanterna ger sig eller faller till marken.

### Risker
För att undvika (bestående) kroppsskada bör en örfil utdelas med måttlig kraft mot kinden, och ej mot de känsligare öronen eller ögonen.